# Schelocentrus mongolicus
Schelocentrus mongolicus là một loài tò vò trong họ Ichneumonidae.